# کوکاین هاتلی
کوکاین هاتلی (به انگلیسی: Cockayne Hatley) یک روستا در بریتانیا است که در Central Bedfordshire واقع شده‌است. کوکاین هاتلی ۷۵ نفر جمعیت دارد.